# Tonna galea

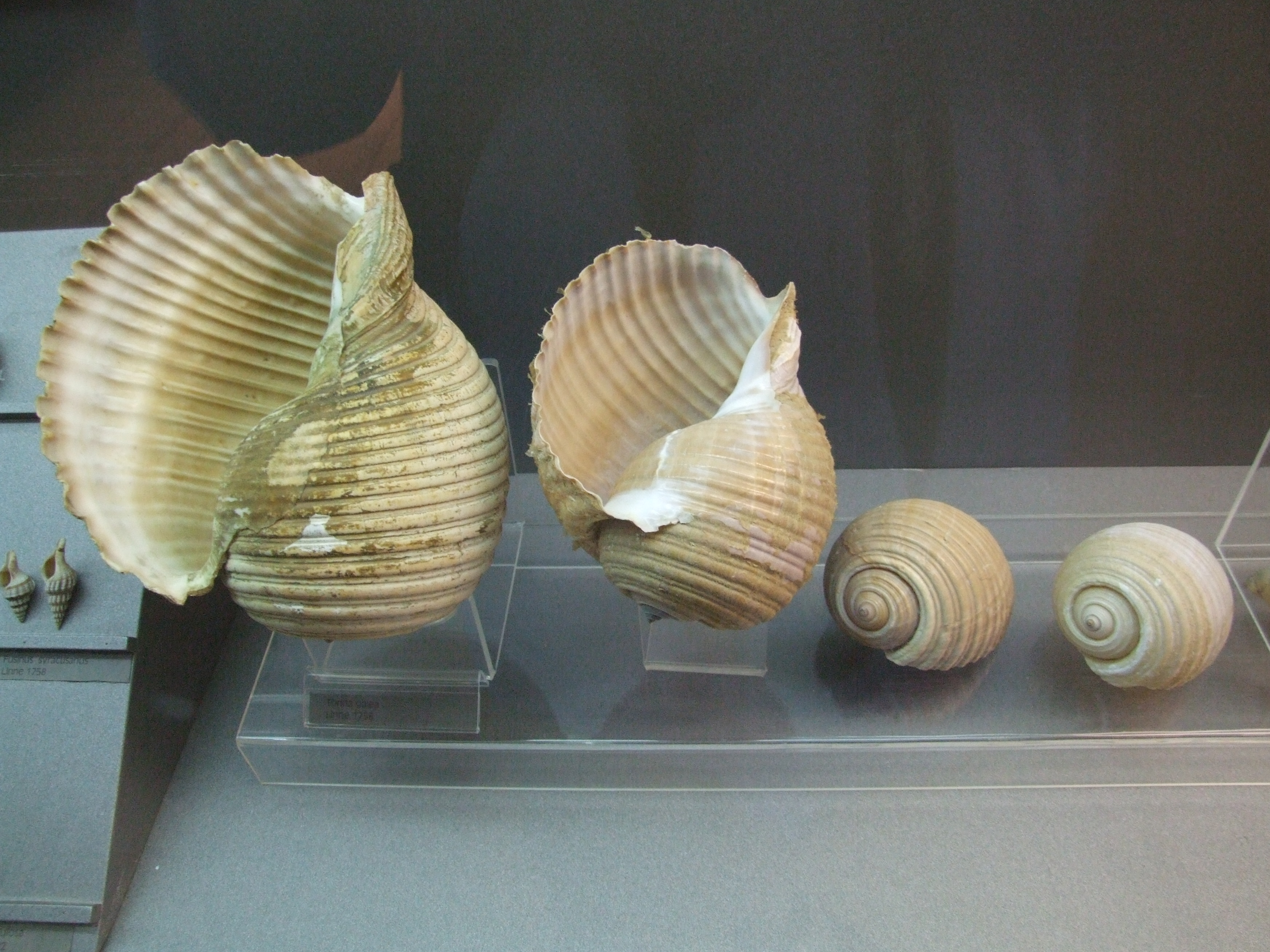
concha de almeja grande a la izquierda: Tonna galea

Tonna galea o caracol tonel es una especie de molusco gasterópodo marino de gran tamaño, perteneciente a la familia Tonnidae

## Anatomía
Este caracol presenta una concha ventruda y grande, que puede alcanzar hasta 30 cm de anchura, con un gran número de surcos helicoidales.
Son importantes depredadores de estrellas de mar y crustáceos, para lo cual se ayudan de una ventosa que poseen en la punta de la trompa, con la cual se adhieren fuertemente a la presa. 
La saliva del caracol contiene entre un 2 y un 4% de ácido sulfúrico, que usa para matar a su presa, inyectándosela a través de sus mandíbulas canaliculadas y arqueadas. Tras esto, el Tonna galea desmembra grandes trozos de las partes blandas de su víctima. La secreción puede también perforar la concha de sus presas. 
La boca del caracol está protegida contra el ácido por una cutícula.

### Concha
La Concha es grande, globosa y delgada pero sólida de un tamaño hasta 190 mm  la espira es baja presentando una 7 vueltas por lo común la última vuelta suele presentar en entre 20 a 22 costillas por lo general ancha y aplanadas el labio de la concha es doblado hacia fuera y el ombligo es abierto. Su coloración suelen ser variaciones de pardo claro

## Hábitat
Se le suele hallar habitando en aguas cálidas tropicales del globo terráqueo, comúnmente  en arrecifes de coral, ciénagas, bahías y ensenadas, sobre sustratos rocosos o arenosos de preferencia donde se localicen holoturias, su rango batimétrico se localiza entre los 5 y 80 m.

## Distribución
El área de distribución Tonna galea abarca los océanos Atlántico, Pacífico e Índico, el Mar Caribe y  Mar Mediterráneo
En el área de Mar Caribe se le señalado para: Golfo de México, México Belice, Costa Rica, Cuba, la Española (Haití – República Dominicana), Puerto Rico;  Jamaica,  Antillas Menores, Colombia y Venezuela

### Videos
- Youtube: Walk of a Giant Tun (Tonna Galea) at Kas, Turkey
- Youtube: Tonna Galea shell ( λαδενια ) in Maltezana bay, Astypalaia, Greece

- Datos: Q1548480
- Multimedia: Tonna galea / Q1548480
- Especies: Tonna galea